# Living Corpse
I Living Corpse sono un gruppo metalcore italiano, formatosi a Torino nel 2000. Il gruppo è composto da Lorenzo Diego Carrera (voce), Erik Castello (voce), Emanuele Ciancio (chitarra e tastiera), Eric D.Scianna (chitarra), Mauro Lacertosa (basso e tastiera) e Marco Pochettino (batteria).

## Storia del gruppo

### Dagli esordi ad oggi
Il progetto Living Corpse nasce nel 2000. La band registra, nell'agosto del 2005, il primo EP The Redline e nello stesso anno si esibisce in diversi concerti facenti parte del loro primo tour ufficiale. Sempre nel 2005 i Living Corpse suonano all'Hellbound Revenge Tour 2005 al fianco di Brutal Truth, Sadist, Cripple Bastards, All Shall Perish, Brujeria ed altre 25 band.
Nel 2009 iniziano a lavorare sul loro primo album ufficiale, Metaphysical Collapse, che viene pubblicato nel febbraio del 2010 tramite la Coroner Records.
Sempre nel 2010 la band registra con i conterranei Corrosion un medley di due canzoni natalizie: Silent Night e Last Christmas. Le due tracce vengono qui riproposte in chiave deathcore.
La band ha partecipato anche alla compilation Princess Ghibli, realizzata esclusivamente per il mercato giapponese, nella quale i Living Corpse rivisitano due sigle di anime giapponesi: Mononoke Hime e Sanpo. La compilation viene pubblicata il 13 aprile 2011 sia in formato cd, che in download digitale.
Il 2011 è un anno pieno di cambiamenti per la band torinese; cambiano infatti diversi membri del gruppo ed anche lo stile musicale. I Living Corpse iniziano infatti a lavorare sul loro secondo album, And Everything Slips Away, prodotto da Ettore Rigotti alla Metal House Studio e registrato agli Audio Crime Studio. L'artwork è stato realizzato da Jon Barmby (Bring Me the Horizon, Architects, Your Demise). Secondo quanto scritto sul sito della Coroner Records l'album presenterà delle "sonorità completamente nuove".
L'11 gennaio 2012 il gruppo annuncia il lancio del video ufficiale di Run Away, primo singolo estratto da And Everything Slips Away. Il video musicale della canzone viene pubblicato il 13 febbraio 2012 tramite il canale YouTube ufficiale della Coroner Records.
L'album viene pubblicato in Giappone per la Radtone Records il 22 dicembre 2011 mentre la pubblicazione in Europa viene posticipata al 12 marzo 2012 per la Coroner Records.
Pochi giorni dopo l'uscita di And Everything Slips Away viene pubblicato anche il secondo volume della compilation Princess Ghibli, nella quale la band torinese è di nuovo presente con altre due cover. Le tracce in questione sono Sekai No Yakusoku e Umi No Okaasan.

## Formazione
Attuale
- Lorenzo Diego Carrera - voce (2010 - presente)
- Erik Castello - voce (2010 - presente)
- Emanuele Ciancio - chitarra e tastiera (2000 - presente)
- Eric D.Scianna - chitarra (2010 - presente)
- Mauro Lacertosa - basso e tastiera (2000 - presente)
- Marco Pochettino - batteria (2010 - presente)

Ex componenti
- Rafael Felletti - voce
- Daniele De Giorgi - batteria
- Davide Marrone - sampler

## Discografia

### EP
- 2005 - The Redline

### Album
- 2010 - Metaphysical Collapse
- 2012 - And Everything Slips Away

### Singoli
- 2007 - 6th Race Of The Aquarius Age
- 2012 - Run Away

## Videografia

### Video Musicali
| Anno | Video    | Regista               |
| ---- | -------- | --------------------- |
| 2012 | Run Away | Lorenzo Diego Carrera |